# 前店后厂
「前店后厂」（英語："front shop, back factory"），是中国改革开放初期中国内地的广东省与香港合作发展的一套商業模式。以香港作为中转站将内地的货品销往欧美等地区。
但该套模式随着中国加入世界贸易组织后已经逐渐式微。香港也开始进入以金融业以及高科技产业为主的地区。
这套模式曾经为亚洲周刊所报道过。